# Lista de campeãs das Divas da WWE

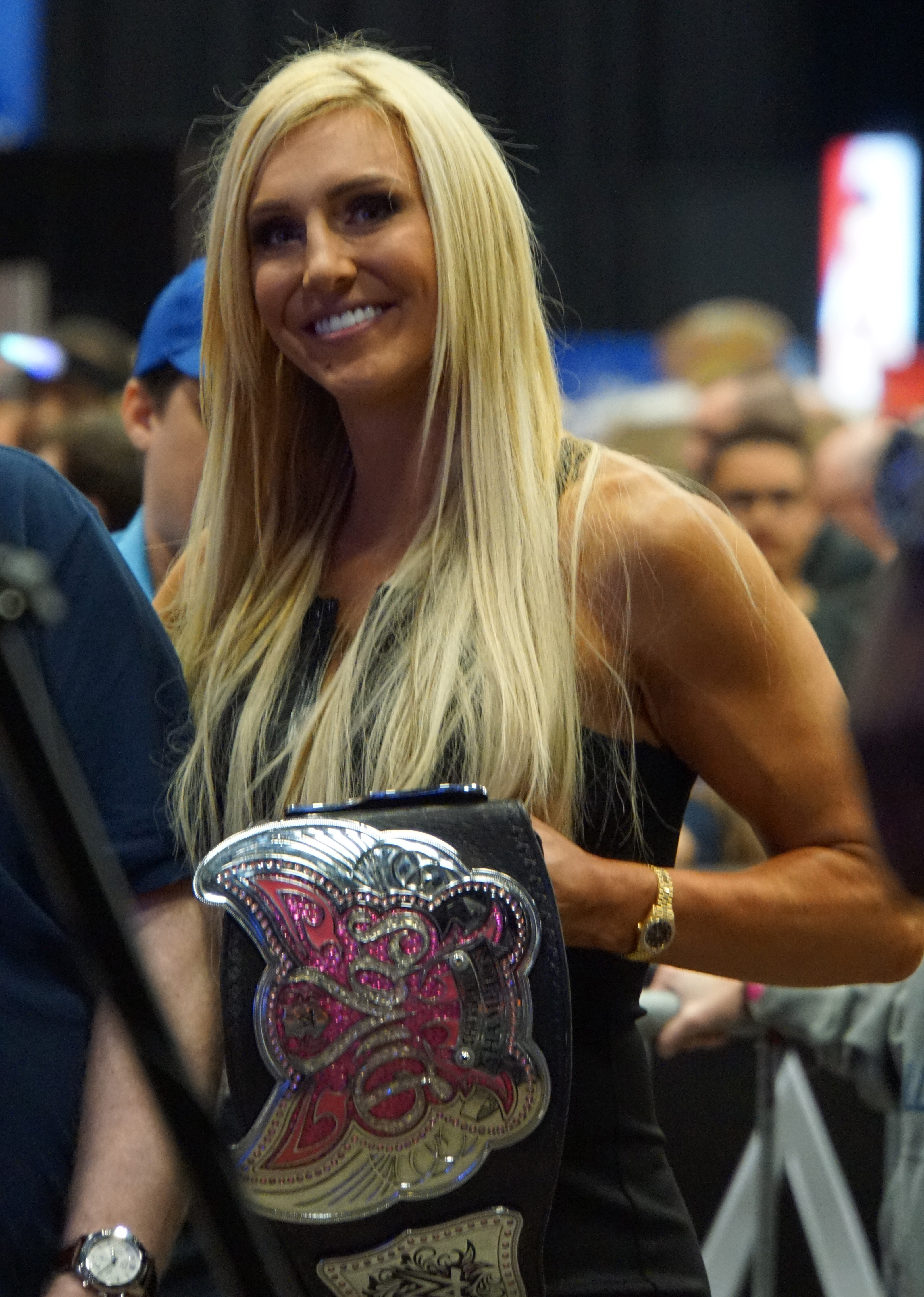
Charlotte, a última campeã das Divas.

O WWE Divas Championship foi um campeonato de luta livre profissional pertencente a WWE. A palavra "Diva" no nome do título se refere a como as lutadoras femininas da empresa são chamadas.
A criação do título foi anunciada em 6 de junho de 2008 pela gerente geral do SmackDown, Vickie Guerrero, que o criou devido ao programa não ter um título feminino como o Raw possuía o WWE Women's Championship. A campeã inaugural foi Michelle McCool, que derrotou Natalya em 20 de julho de 2008 no evento The Great American Bash. Em 13 de abril de 2009 durante o Draft, o título foi movido do SmackDown para o Raw, devido a então campeã das Divas Maryse ser transferida para o Raw, levando o cinturão junto com ela. Em 19 de setembro de 2010, no pay-per-view Night of Champions, Michelle McCool (defendendo o Women's Championship por sua parceira e campeã oficial, Layla) derrotou a então campeã das Divas Melina, retirando o Women's Championship de atividade e unificando-o ao Divas Championship. Em 3 de abril de 2016, durante o WrestleMania 32, Lita revelou que o WWE Women's Championship havia sido reativado, assim aposentando o WWE Divas Championship. A então campeã das Divas, Charlotte, derrotou Becky Lynch e Sasha Banks e conquistou o Women's Championship.
O título foi disputado em combates de luta livre profissional, onde as competidoras estavam envolvidas em rivalidades com roteiros pré-determinados. As rivalidades são criadas entre as várias competidoras, onde utilizam o papel de face (heroína) e o de heel (vilã). Eve Torres e AJ Lee detém o recorde de mais reinados do título com três. Com 301 dias, o segundo reinado de Nikki Bella é o mais longo da história o título. Já Jillian Hall detém o recorde de reinado mais curto, com menos de um dia. No geral, houve 26 reinados entre 17 lutadoras.

## História

### Nomes
| Nome                           | Anos      |
| ------------------------------ | --------- |
| WWE Divas Championship         | 2008–2016 |
| Unified WWE Divas Championship | 2010      |

| #           | Ordem de reinados na história                    |
| Reinado     | O número de reinados de cada wrestler            |
| Localização | A cidade em que o título foi conquistado         |
| Evento      | O evento em que o título foi conquistado.        |
| —           | Usados para o tempo em que o título estava vago. |
| +           | Indica o reinado atual.                          |

### Reinados
| #  | Lutadora        | Reinado | Data                    | Dias com o título | Local                   | Evento                         | Notas | Ref.                 |
| -- | --------------- | ------- | ----------------------- | ----------------- | ----------------------- | ------------------------------ | --- | -------------------- |
| 1  | Michelle McCool | 1       | 20 de julho de 2008     | 155               | Uniondale, Nova Iorque  | The Great American Bash (2008) | Derrotou Natalya para se tornar a campeã inaugural. | [ 9 ]                |
| 2  | Maryse          | 1       | 22 de dezembro de 2008  | 216               | Toronto, Ontário        | SmackDown                      | Maria foi a árbitra especial. O título se tornou exclusivo do Raw em 13 de abril de 2009, quando Maryse foi enviada do SmackDown pelo Draft. | [ 10 ] [ 11 ] [ 12 ] |
| 3  | Mickie James    | 1       | 26 de julho de 2009     | 78                | Filadélfia, Pensilvânia | Night of Champions (2009)      | | [ 13 ]               |
| 4  | Jillian Hall    | 1       | 4 de janeiro de 2010    | 0                 | Indianápolis, Indiana   | Raw                            | | [ 14 ]               |
| 5  | Melina          | 1       | 4 de janeiro de 2010    | 84                | Indianápolis, Indiana   | Raw                            | | [ 15 ]               |
| —  | Vago            | —       | 4 de janeiro de 2010    | —                 | Dayton, Ohio            | Raw                            | WWE deixou o título vago depois que Melina sofreu uma lesão no ligamento cruzado anterior, o que lhe afastou de competições no ringue. | [ 16 ]               |
| 6  | Maryse          | 2       | 22 de fevereiro de 2010 | 49                | Indianápolis, Indiana   | Raw                            | Derrotou Gail Kim na final de um torneio para ganhar o título vago. | [ 17 ]               |
| 7  | Eve Torres      | 1       | 12 de abril de 2010     | 69                | Londres, Inglaterra     | Raw                            | | [ 18 ]               |
| 8  | Alicia Fox      | 1       | 20 de junho de 2010     | 56                | Uniondale, Nova Iorque  | Fatal 4-Way                    | Foi uma fatal four-way envolvendo Gail Kim, Eve Torres e Maryse. Fox derrotou Maryse para ganhar o título. | [ 19 ]               |
| 9  | Melina          | 2       | 15 de agosto de 2010    | 35                | Los Angeles, Califórnia | SummerSlam (2010)              | | [ 20 ]               |
| 10 | Michelle McCool | 2       | 19 de setembro de 2010  | 63                | Rosemont, Illinois      | Night of Champions (2010)      | Foi uma lumberjill match onde o Women's Championship foi unificado ao Divas Championship. O título posteriormente tornou-se acessível a ambas brands Raw e SmackDown, e foi nomeado brevemente como Unified Divas Championship, mantendo a linhagem do Divas Championship enquanto o Women's Championship foi aposentado. Layla estava oficialmente como co-campeã durante este reinado, ela o defendeu no lugar de McCool em algumas ocasiões. | [ 21 ] [ 22 ]        |
| 11 | Natalya         | 1       | 21 de novembro de 2010  | 70                | Miami, Flórida          | Survivor Series (2010)         | Era uma handicap match envolvendo Layla como parceira de tag team de Michelle McCool. | [ 23 ]               |
| 12 | Eve Torres      | 2       | 30 de janeiro de 2011   | 71                | Boston, Massachusetts   | Royal Rumble (2011)            | Foi uma fatal four-way também envolvendo Layla e Michelle McCool. Eve derrotou Layla para ganhar o título. | [ 24 ]               |
| 13 | Brie Bella      | 1       | 11 de abril de 2011     | 70                | Bridgeport, Connecticut | Raw                            | | [ 25 ]               |
| 14 | Kelly Kelly     | 1       | 20 de junho de 2011     | 104               | Baltimore, Maryland     | Raw                            | Foi uma "Power to the People", episódio especial do Raw, onde a oponente de Brie Bella foi determinada por uma votação entre os fans. Kelly Kelly recebeu o maior número de votos entre Beth Phoenix e Eve Torres. | [ 26 ]               |
| 15 | Beth Phoenix    | 1       | 2 de outubro de 2011    | 204               | Nova Orleãs, Luisiana   | Hell in a Cell (2011)          | | [ 27 ]               |
| 16 | Nikki Bella     | 1       | 23 de abril de 2012     | 6                 | Detroit, Michigan       | Raw                            | Foi uma lumberjill match. | [ 28 ]               |
| 17 | Layla           | 1       | 29 de abril de 2012     | 140               | Chicago, Illinois       | Extreme Rules (2012)           | Layla realizou pinfall em Brie Bella para ganhar o título após as gêmeas efetuarem "twins magic" durante o combate, enquanto o árbitro estava distraído. | [ 29 ]               |
| 18 | Eve             | 3       | 16 de setembro de 2012  | 120               | Boston, Massachusetts   | Night of Champions (2012)      | | [ 30 ]               |
| 19 | Kaitlyn         | 1       | 14 de janeiro de 2013   | 153               | Houston, Texas          | 20° Aniversário do Raw         | Se Eve ganhasse por desqualificação ou count out, ela perderia o título. | [ 31 ]               |
| 20 | AJ Lee          | 1       | 6 de junho de 2013      | 295               | Rosemont, Illinois      | Payback (2013)                 | | [ 32 ]               |
| 21 | Paige           | 1       | 7 de abril de 2014      | 84                | Nova Orleãs, Luisiana   | Raw                            | | [ 33 ]               |
| 22 | AJ Lee          | 2       | 30 de junho de 2014     | 48                | Hartford, Connecticut   | Raw                            | | [ 34 ]               |
| 23 | Paige           | 2       | 17 de agosto de 2014    | 35                | Los Angeles, Califórnia | SummerSlam (2014)              | | [ 35 ]               |
| 24 | AJ Lee          | 3       | 21 de setembro de 2014  | 63                | Nashville, Tennessee    | Night of Champions (2014)      | Foi uma luta triple threat envolvendo também Nikki Bella. | [ 36 ]               |
| 25 | Nikki Bella     | 2       | 23 de novembro de 2014  | 301               | St. Louis, Missouri     | Survivor Series (2014)         | | [ 37 ]               |
| 26 | Charlotte       | 1       | 20 de setembro de 2015  | 196               | Houston, Texas          | Night of Champions (2015)      | Se Nikki perdesse por desqualificação ou contagem, Charlotte ganharia o título. | [ 38 ]               |
| —  | Aposentado      | —       | 3 de abril de 2016      | —                 | —                       | —                              | No WrestleMania 32, Lita anunciou que a vencedora da luta entre Charlotte, Becky Lynch e Sasha Banks seria para coroar a nova campeã feminina da WWE, aposentando o WWE Divas Championship no processo. | [ 5 ]                |

## Lista de reinados combinados

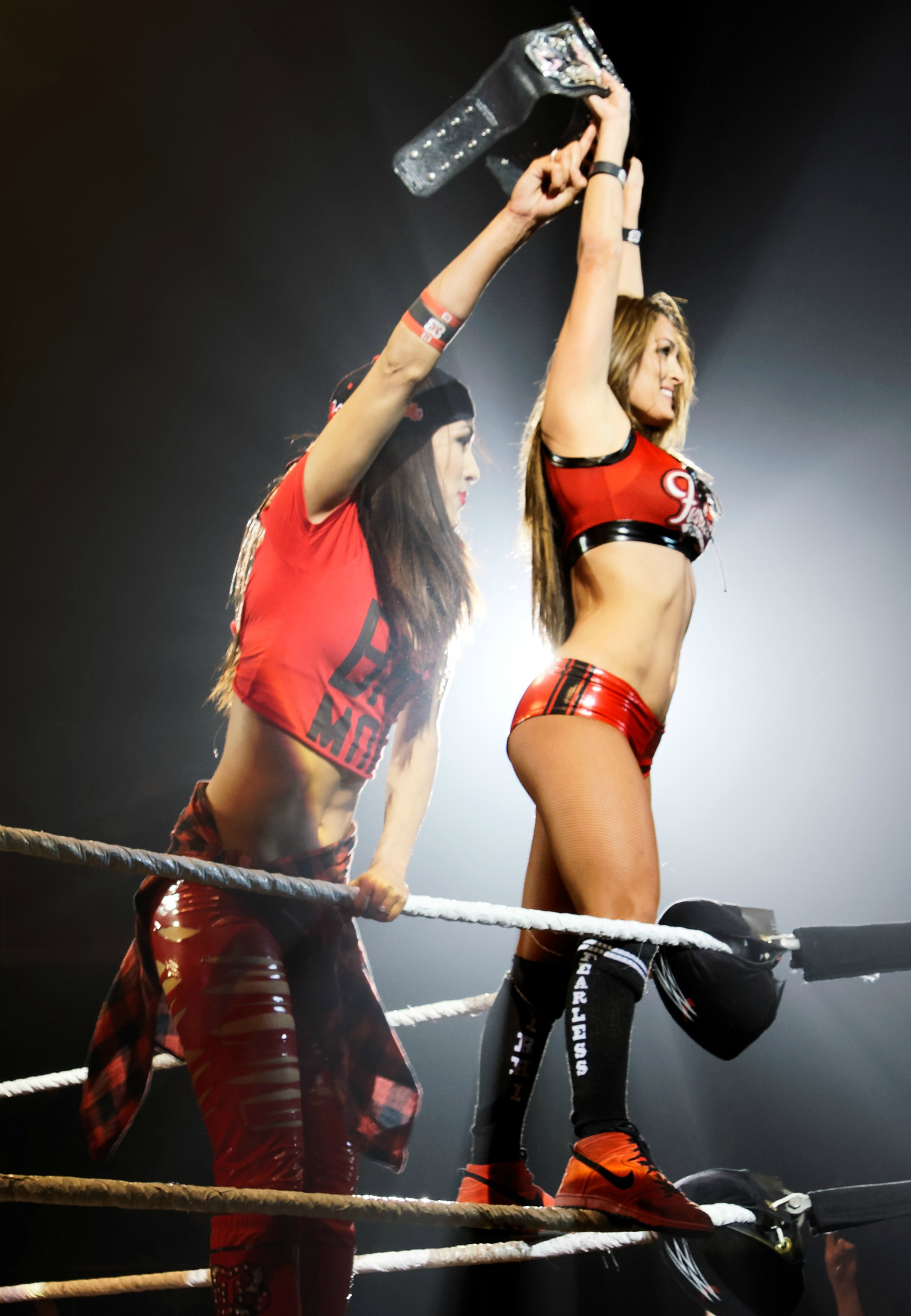
Recordista do reinado mais longo: Nikki Bella.

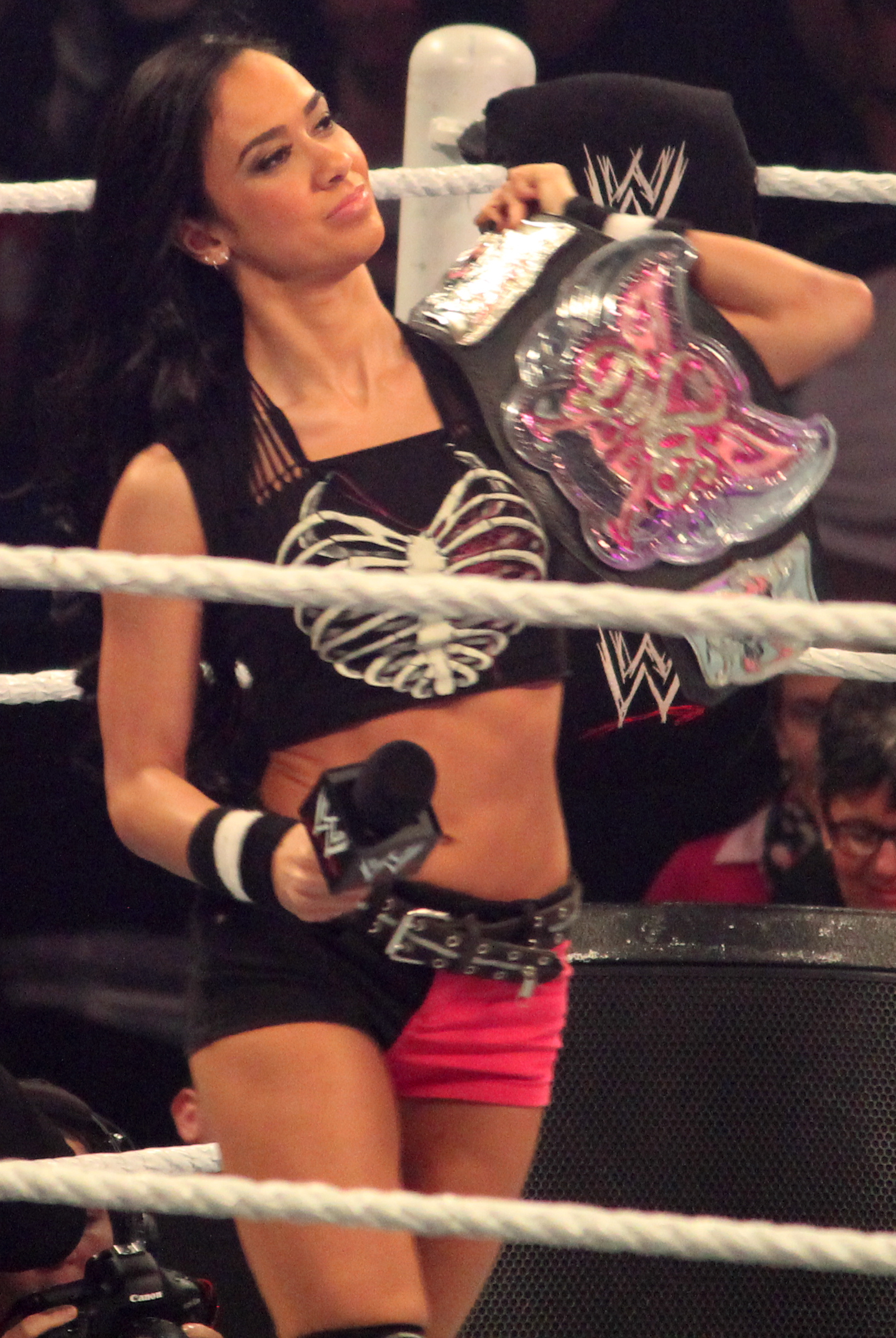
Recordista de mais vezes campeã: AJ Lee.

Em 18 de junho de 2025.
| + | Indica a atual campeã             |
| — | Indica reinados menores que 1 dia |

| Pos. | Campeã          | Nº de reinados | Dias combinados |
| ---- | --------------- | -------------- | --------------- |
| 1    | AJ Lee          | 3              | 406             |
| 2    | Nikki Bella     | 2              | 307             |
| 3    | Maryse          | 2              | 265             |
| 4    | Eve Torres      | 3              | 260             |
| 5    | Michelle McCool | 2              | 218             |
| 6    | Beth Phoenix    | 1              | 204             |
| 7    | Charlotte       | 1              | 196             |
| 8    | Kaitlyn         | 1              | 153             |
| 9    | Layla           | 1              | 140             |
| 10   | Melina          | 2              | 119             |
| 10   | Paige           | 2              | 119             |
| 12   | Kelly Kelly     | 1              | 104             |
| 13   | Mickie James    | 1              | 78              |
| 14   | Brie Bella      | 1              | 70              |
| 14   | Natalya         | 1              | 70              |
| 16   | Alicia Fox      | 1              | 56              |
| 17   | Jillian Hall    | 1              | —               |